# Amalaberga
Amalaberga var en gotisk eller vandalsk prinsesse og dronning af thüringerne der levede i slutningen af det 5. og starten af det 6. århundrede. Hun var datter af prinsesse Amalafrida, søster til goternes konge Teoderik den Store. Amalfrida var gift to gange, og fra hvilket ægteskab Amalaberga stammer vides ikke. For at skabe en alliance mod frankerne blev Amalaberga på et tidspunkt mellem 506 og 510 gift med thüringernes konge Herminafried. Sammen fik de sønnen Amalafrid og en datter, som senere blev gift med langobardernes konge Audoin.
Efter at thüringernes rige var blevet ødelagt i 531, undslap hun med hendes børn først til Ravenna, hvor hendes bror og ostrogoternes konge Theodahad regerede og senere i år 540 efter han var blevet dræbt af Witiges, flygtede hun videre til Konstantinopel.